# 阿姆布茨卡佩勒
阿姆布茨卡佩勒（法語：Armbouts-Cappel，法語發音：[aʁmbuts kapɛl]）是法国上法蘭西大區北部省的一个市镇，属于敦刻尔克区。

## 地理
阿姆布茨卡佩勒（50°58'40"N, 2°21'12"E）面积10.15 平方千米，位于法国上法蘭西大區北部省，该省份为法国最北部的省份及最长的省份，西北濒北海，西接加来海峡省，南至埃纳省和索姆省，东与比利时接壤。
与阿姆布茨卡佩勒接壤的市镇（或旧市镇、城区）包括：敦刻尔克、斯皮凯尔、斯泰讷、比耶尔讷、大卡佩勒、大桑特、皮加姆。

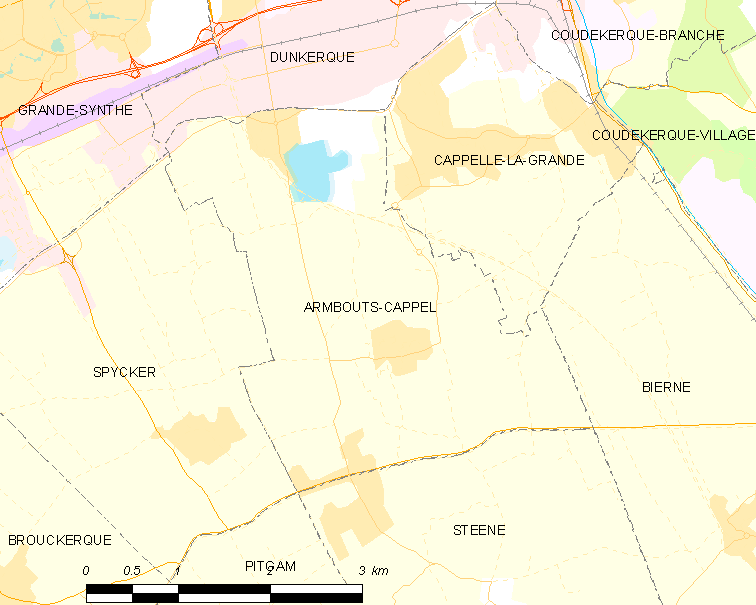
阿姆布茨卡佩勒的OSM定位图

阿姆布茨卡佩勒的时区为UTC+01:00、UTC+02:00（夏令时）。

## 行政
阿姆布茨卡佩勒的邮政编码为59380，INSEE市镇编码为59016。

## 政治
阿姆布茨卡佩勒所属的省级选区为库德凯尔克布朗什县。

## 人口

1962-2008年间阿姆布茨卡佩勒人口变化图示

阿姆布茨卡佩勒于2022年1月1日时的人口数量为2097人。